# Sloane Farrington
Sloane Elmo Farrington (Nassau, 17 de maio de 1923 — 1997) foi um velejador bahamense, medalhista olímpico. Ele competiu nos Jogos Olímpicos de Verão de 1956 na classe Star e conquistou a medalha de bronze na disputa a bordo do Gem IV. com Durward Knowles. Além disso, consagrou-se campeão desta classe nos Jogos Pan-Americanos de 1959.